# Eugen Slivca
Eugen Slivca (Chișinău, 13 luglio 1989) è un ex calciatore moldavo, di ruolo centrocampista.

## Carriera

### Club
Ha giocato nella massima serie moldava.

### Nazionale
Tra il 2009 e il 2010 ha giocato 6 partite con la nazionale moldava Under-21.

## Palmarès

### Club

#### Competizioni nazionali
- Coppa di Moldavia: 1

Sfîntul Gheorghe: 2020-2021
- Supercoppa di Moldavia: 1

Sfîntul Gheorghe: 2021